# Еспарцет сухостеповий
Еспарцет сухостеповий (Onobrychis tesquicola) — вид квіткових рослин з родини бобових (Fabaceae).

## Морфологічна характеристика
Це багаторічна рослина 30–120 см заввишки. Стебла густо запушені. Нижні листки з 5–9 пар довгастих або ланцетних до довгасто-лінійних листочків, з обох боків густо притиснуто-волосистих. Боби 5.2–7.6 × 3.9–5.5 мм, з 3–7 шипами по гребеню і 4–13 по диску.

## Поширення
Ендемічна флора України.
В Україні вид росте на вапнякових схилах — у Правобережному Степу.